# Droga I/57 (Słowacja)
Droga krajowa 57 (słow. Cesta I/57) – droga krajowa I kategorii na Słowacji prowadząca od dawnego przejścia granicznego z Czechami do autostrady D1 i miasta Dubnica nad Váhom. Wzdłuż arterii biegnie linia kolejowa ze wschodnich Czech do Bratysławy.